# تضخم البطين الأيمن
تضخم البطين الأيمن (بالإنجليزية: Right ventricular hypertrophy)‏ هو أحد أنواع تضخم البطين ويصيب البطين الأيمن، ويمكن الكشف عنه بواسطة تخطيط كهربية القلب.

## العلامات والأعراض

### الأعراض
تختلف الشكاوى التي يحضر بها مرضى تضخم البطين الأيمن إلى الأطباء، ولكن تتعلق معظمها بارتفاع ضغط الدم الرئوي وفشل القلب و/ أو انخفاض معدل ضربات القلب. وتشمل هذه الأعراض ما يلي:
- صعوبة في التنفس عند القيام بمجهود.
- ألم في الصدر (ذبحة صدرية) عند القيام بمجهود.
- إغماء (غشي) عند القيام بمجهود.
- التعب العام/ الخمول.
- الدوار.
- الشعور بالامتلاء في منطقة البطن العلوية.
- الإحساس بانزعاج أو ألم في الجزء العلوي الأيمن من البطن.
- انخفاض الشهية.
- تورم (وذمة) في الساقين والكاحلين أو القدمين.
- تسرع نبض القلب (خفقان).

قد يحضر الأشخاص في بعض الأحيان بأعراض متلازمة أورتنر التي تشمل السعال ونفث الدم وبحة الصوت.

### العلامات
ترجع النتائج عند الفحص البدني إلى تطور قصور القلب الأيمن. وقد يشمل ذلك ارتفاع ضغط الوريد الوداجي والاستسقاء البطني والارتفاع الأيسر المجاور للقص وضخامة كبدية مؤلمة بالجس. قد يبدو على المرضى الوهن أو الازرقاق أو الاصفرار (اليرقان) .
قد يسمع بسماعة الطبيب صوت رئوي ثانٍ واضح (S2) وصوت قلبي ثالث يطلق عليه اسم «الخبب البطيني الأيمن»، إضافة إلى نفخة انقباضية فوق منطقة الصمام مثلث الشُرف تتفاقم بالشهيق. قد تنتقل/ تنتشر النفخة الانقباضية في بعض الأحيان فتُسمع فوق الكبد. يمكن أيضًا سماع نفخة انبساطية نتيجة حدوث قصور رئوي.

## الفيزيولوجيا المرضية
قد ينتج تضخم البطين الأيمن عن عملية فيزيولوجية وفيزيولوجية مرضية. تصبح الفيزيولوجيا مرضية عندما يصبح التضخم مفرطًا. تحدث العملية الفسيولوجية المرضية بشكل رئيس بسبب إرسال الإشارات الشاذ لهرمونات الغدد العصبية الصماوية كالأنجيوتنسين- 2 والإندوثيلين- 1 والكاتيكولامينات (مثل النورادرينالين).

### الأنجيوتنسين- 2 والإندوثيلين- 1
الأنجيوتنسين- 2 والإندوثيلين -1 هما هرمونات ترتبط بمستقبلات الأنجيوتنسين والإندوثيلين. تعمل هذه المستقبلات المقترنة بالبروتين ج عبر مسارات الإشارات الداخلية. تزيد هذه المسارات من خلال العديد من الوسائط بشكل مباشر أو غير مباشر من إنتاج أنواع الأكسجين التفاعلي، ما يسبب تراكمه في خلايا عضلة القلب. قد يؤدي ذلك فيما بعد إلى الموت الخلوي التنخري والتليف واضطراب وظيفة الميتوكوندريا.
أثبتت الدراسات دور البروتين كيناز سي حين يكون جزيءًل وسيطًا في مسار الإشارات آنفة الذكر. أظهرت الفئران التي تفتقر إلى البروتين مقاومة تجاه تطور فشل القلب مقارنةً مع الفئران التي امتلكت تعبير مفرط للبروتين أيضًا.
يُعتبر استهداف نظام الرينين أنجيوتنسين (باستخدام مثبطات الإنزيم المحول للأنجيوتنسين وحاصرات مستقبلات الأنجيوتنسين) طريقة إكلينيكية معترف بها جيدًا لعكس تضخم القلب سيئ التكيف بصرف النظر عن تأثيرها على ضغط الدم.

### الكاتيكولامينات
تسبب زيادة مستويات الكاتيكولامينات زيادة نشاط الجهاز العصبي الودي. تؤثر الكاتيكولامينات كذلك على مستقبلات ألفا الأدرينالية ومستقبلات بيتا الأدرينالية، وهي مستقبلات مقترنة بالبروتين ج. يبدأ هذا الربط بنفس مسارات الإشارات داخل الخلوية كما في الأنجيوتنسين والإندوثيلين. يوجد أيضًا تنشيط لأحادي فوسفات الأدينوزين الحلقي وزيادة في شوارد الكالسيوم داخل الخلايا؛ مما يؤدي إلى تليف وخلل في الوظيفة الانقباضية.

### عوامل أخرى
لا تعتبر الهرمونات السبب الوحيد لتضخم البطين الأيمن؛ إذ يمكن أن يحدث التضخم أيضًا بسبب القوى الميكانيكية ومسارات هدف الثدييات من الراباميسين وأكسيد النتريك والخلايا المناعية. تسبب الخلايا المناعية تضخمًا عن طريق تحفيزها للالتهاب.

## التشخيص
الاختباران التشخيصيان الرئيسان المستخدمان لتأكيد تضخم البطين الأيمن هما: تخطيط كهربية القلب وتخطيط صدى القلب.

### تخطيط كهربية القلب
يُعتبر استخدام مخطط كهربية القلب (ECG) لقياس تضخم حجرات القلب أساسيًا ومثبتًا، ولكن يحتاج الأمر إلى حدوث درجة شديدة من التضخم لتظهر علامات تضخم البطين الأيمن على التخطيط؛ بسبب سيطرة نشاط البطين الأيسر بشكل طبيعي على التخطيط. ومع ذلك يُستخدم تخطيط كهربية القلب للمساعدة في تشخيص تضخم البطين الأيمن. خلصت دراسة أجريت على جثث 51 مريض من الذكور البالغين إلى أن تشخيص الإصابة بتضخم البطين الأيمن التشريحي ممكن باستخدام واحد أو أكثر من معايير تخطيط كهربية القلب التالية:
- انحراف المحور الأيمن لأكثر من (أو يساوي) 110 °.
- موجة R مهيمنة على موجة S في V1 أو V2.
- موجة S مهيمنة على موجة R في V6.

مع ذلك، أوصت جمعية القلب الأمريكية باستخدام اختبارات تشخيصية إضافية لتشخيص تضخم البطين الأيمن بسبب عدم وجود معايير محددة وموثوقة بدرجة كافية لتشخيص المرض.

### تخطيط صدى القلب
يمكن استخدام تخطيط صدى القلب لرؤية سماكة جدار البطين الأيمن وقياسها بشكل مباشر، والأسلوب المفضل هو تخطيط صدى القلب عبر المريء الذي يسمح برؤية الحجرات الأربعة للقلب. تتراوح السماكة الطبيعية لجدار البطين الأيمن المستقل من 2-5 ملليمتر، وتعبر القيم التي تتجاوز 5 ملليمتر عن تضخم البطين الأيمن.

## العلاج
يجب إدراك أن تضخم البطين الأيمن في حد ذاته ليس القضية الرئيسة، ولكن ما يمثله تضخم البطين الأيمن هو المشكلة. تضخم البطين الأيمن هو المرحلة المتوسطة بين ارتفاع ضغط البطين الأيمن (في المراحل المبكرة) وفشل البطين الأيمن (في المراحل اللاحقة). على هذا النحو، يتمحور تضخم البطين الأيمن حول منع تطور تضخم البطين الأيمن في المقام الأول، أو منع تطور الأمر نحو فشل البطين الأيمن. لا يوجد علاج (دوائي) لتضخم البطين الأيمن في حد ذاته.

### علاج السبب
تضم الأسباب الرئيسة لتضخم البطين الأيمن ارتجاع الصمام ثلاثي الشرفات أو ارتفاع ضغط الدم الرئوي، لذا يعتمد التدبير على علاج هذه الحالات. يُعالج ارتجاع الصمام ثلاثي الشرفات عادةً بشكل محافظ بمعالجة السبب الكامن ومتابعة المريض بانتظام، وتؤخذ الجراحة بعين الاعتبار في الحالات الخطيرة عندما يعاني المريض من أعراض شديدة. تشمل الخيارات الجراحية استبدال الصمام أو إصلاحه (يُطلق على ذلك رأب حلقة الصمام). ثمة خياران عندما يتعلق الأمر بالاستبدال بين الصمامات الحيوية والميكانيكية اعتمادًا على حالة المريض. يتمتع الصمام الميكانيكي بمتانة أكبر، ولكنه يتطلب العلاج بمضادات التخثر لتقليل خطر الإصابة بتجلط الدم. يعتمد علاج ارتفاع ضغط الدم الرئوي على السبب. ويمكن أيضًا توفير ما يلي ضمن الخطط العلاجية للمرضى: مدر للبول وأكسجين ومضادات تخثر.

### علاج المضاعفات
بعد فترة طويلة من الزمن، يصبح البطين الأيمن غير قادر على التلاؤم بما يكفي، ويفشل بضخ الدم مع ارتفاع ضغط البطين الأيمن، يطلق على ذلك فشل البطين الأيمن. يُعتبر فشل البطين الأيمن أحد المضاعفات الرئيسة لتضخم البطين الأيمن. وما زالت الآليات الكامنة وراء تقدم تضخم البطين الأيمن نحو الفشل غير مفهومة جيدًا، وربما أفضل مقاربة للموضوع هي بتقليل عوامل الخطر التي ترتبط بهذا التطور. تساعد تغييرات نمط الحياة في تقليل خطر حدوث ذلك في كثير من الأحيان، وتشمل تغييرات نمط الحياة: تناول كميات أقل من الطعام المالح الذي يؤدي إلى زيادة احتباس السوائل في الجسم والإقلاع عن التدخين وتجنب الإفراط في استهلاك الكحول؛ لأن الكحول يقلل من شدة تقلص القلب. عند تطور تضخم البطين الأيمن إلى الفشل، يعالَج فشل القلب، ويتضمن ذلك باختصار ما يلي:
- مدرات البول.
- مثبطات الإنزيم المحول للأنجيوتنسين.
- حاصرات بيتا.
- مضادات مستقبلات الألدوستيرون.
- الغليكوسيدات القلبية.
- الموسعات الوعائية.